# Емілія-Романья
Емілія-Романья (італ. Emilia-Romagna) — регіон Італії. Розташований на півночі країни. містить дві історичні області, Емілію та Романью. Формує грубий трикутник, зв'язаний на Сході — Адріатичним Морем, на Півночі — річкою По, а на Півдні — Апеннінами.
З 4 187 мешканців на 22 123 км², за даними перепису населення 2006 року, це — густонаселений регіон. Емілія-Романья — один з найбагатших регіонів Італії, і його кухня одна з найвідоміших в Італії.
Емілія-Романья поділена на провінції: Болонья, Феррара, Форлі-Чезена, Модена, Парма, П'яченца, Равенна, Реджо Емілія та Ріміні.
Сільське господарство — найголовніша господарська діяльність: злаки, картопля, маїс, помідори і ріпчаста цибуля — основні, разом із фруктами і виноградом для виробництва вина (з якого найзнаменитіші — можливо Lambrusco, Sangiovese і Albana). Активно розводиться рогата худоба і свині.
Промисловість в області також високорозвинена, особливо харчова, передусім сконцентрована у Пармі і Болоньї, механічна  (наприклад, Ferrari, Ducati, Lamborghini, Maserati), а також туризм, особливо уздовж Адріатичної берегової лінії.
Головне місто — Болонья, історичний і культурний центр національної важливості. До інших важливих міст входять Парма, П'яченца, Реджо-нель-Емілія, Модена, Ріміні, Феррара, Форлі, Чезена, Равенна та Маранелло.
Регіон також характеризують унікальними економічними відносинами: економіка Емілії-Романья значною мірою заснована на десятках тисяч кооперативів. В області, 75 % населення належать до якогось кооперативу. Природу економіки області вважають відповідальною за високий рівень життя, котрим володіють її жителі.

## Назва
Коріння імені Емілія-Романья сягає Стародавніх Римських часів цих земель. Емілія посилається до Via Aemilia, важливий Латинський шлях, що сполучає Рим з північною частиною Італії. Романья — скорочення від Romnia; коли Равенна була столицею Італійської частини Візантійської Імперії, Ломбарди розширили офіційне ім'я Імперії до земель навколо Равенни.

## Політичні настрої
Політично, Емілія-Романья — твердиня лівих політичних ідеологій, не зважаючи на існування однієї з найбагатших частин Італії. Деякі вважають, що це через сильну традицію анти-клерикалізму, що датується 19-м сторіччям, коли частина області, що належить до Папських Держав (здебільшого Романья та Болонья, в Емілії були дві незалежні держави). На виборах у квітні 2006, жителі області віддали 60 % своїх голосів лівій коаліції Романо Проді.

## Демографія
Населення Емілія-Романья переважно Італійське, однак, у ній проживає 257 000 представників інших національностей, серед них:
- Італійці: 3,930,000 або 93.8 %
- Марокканці: 39,946 або 1.0 %
- Албанці: 28,870 або 0.7 %
- Тунісці: 13,800 або 0.3 %
- Румуни: 10,848 або 0.2 %

## Мова
Окрім стандартної італійської мови, в регіоні поширена емільяно-романьйольська мова, що поділяється на дві близькоспорідненні мови (діалекти), емільянську та романьйольську. Це романські мови (діалекти), якими розмовляють в Емілія-Романьї, на півночі Марке та прилеглих областях, таких як частини провінцій Масса-Каррара (регіон Тоскана), Мантуя і Павія (обидві в Ломбардії), Ровіго (регіон Венето) та в Сан-Марино. Умовний кордон між поширенням емільянської та романьйольської мов проходить по річці Сілларо поблизу міста Кастель-Сан-П'єтро-Терме. Група емільяно-романьйольських мов, включно з болонським та іншими діалектами, належить до північноіталійської групи романських мов (разом із п'ємонтською, ломбардійською, лігурійською, венеційською), а потім до ширшої групи західних романських мов (включно із французькою, окситанською та каталанською). Довідник з мов світу Ethnologue та Червона книга мов, що перебувають під загрозою зникнення (ЮНЕСКО), відокремлюють емільяно-романьйольські мови від італійської, вважаючи їх мовами національних меншин.

## Галерея зображень

Болонья
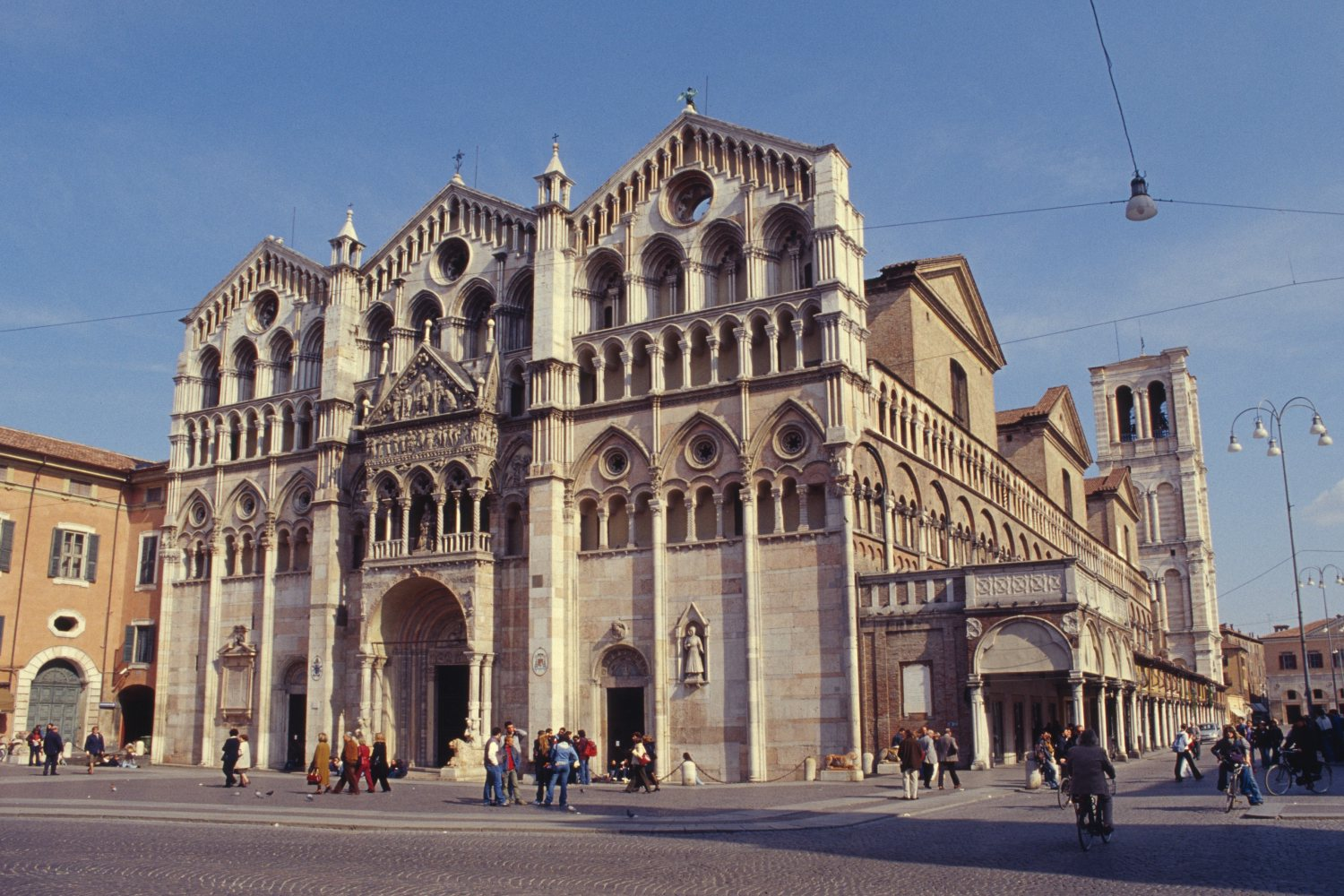
Феррара
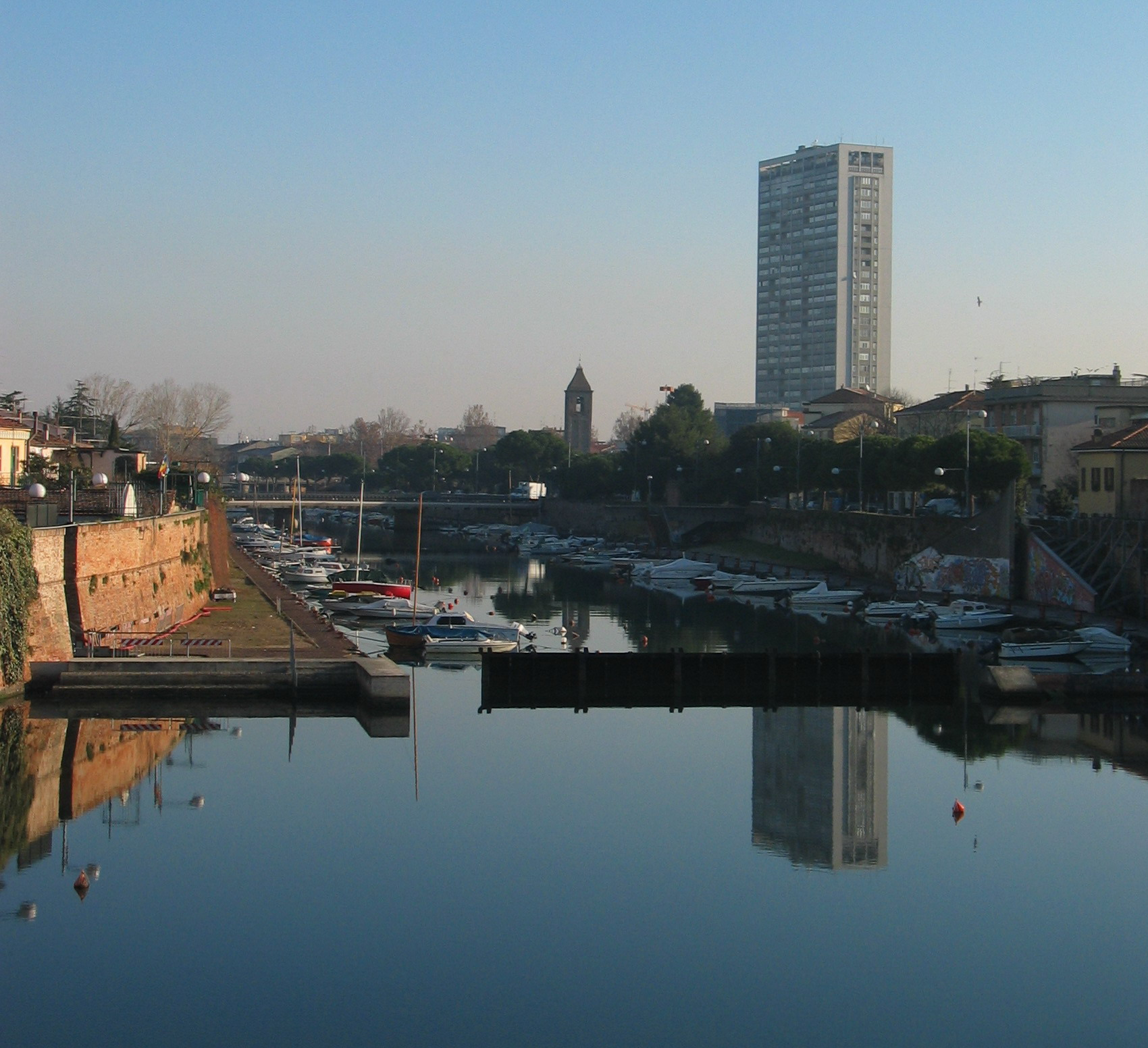
Ріміні
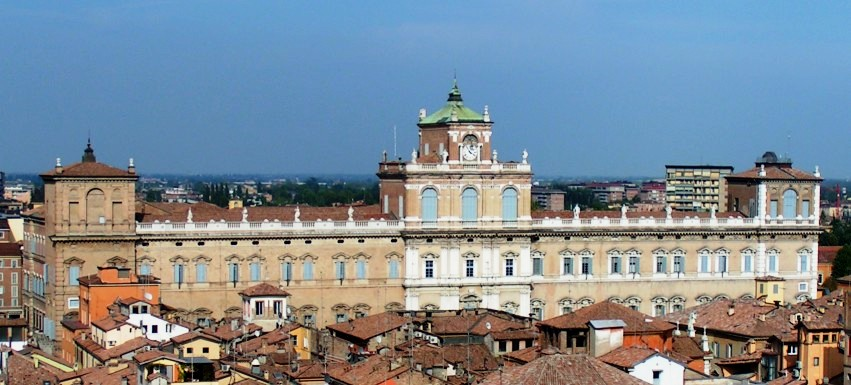
Модена
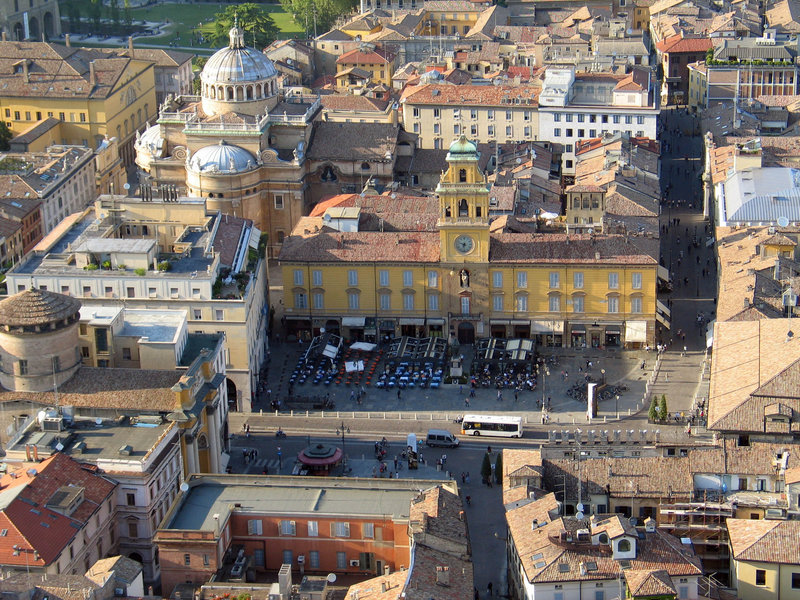
Парма
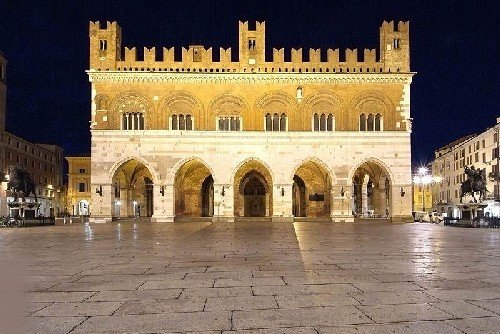
П’яченца
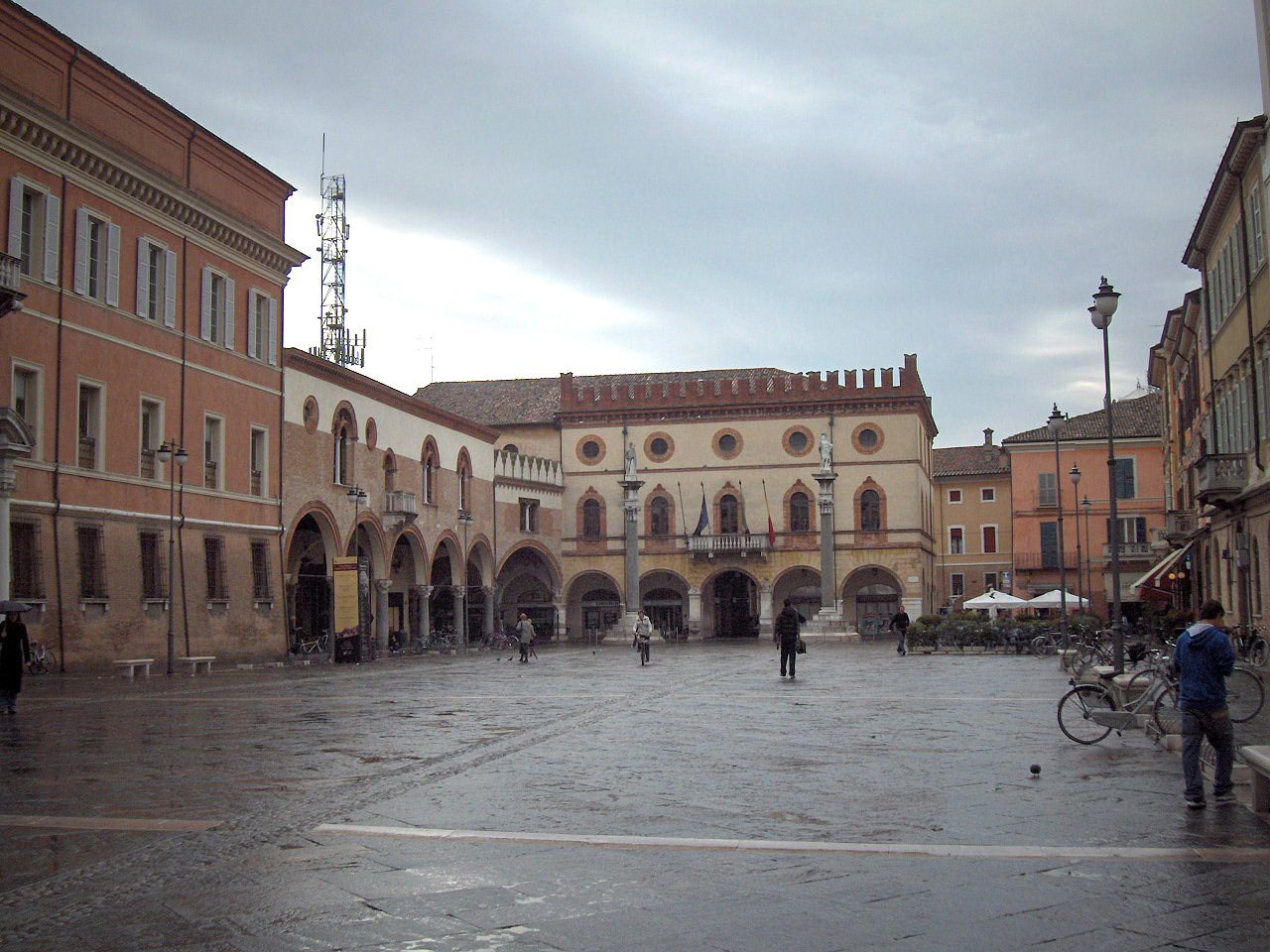
Равенна
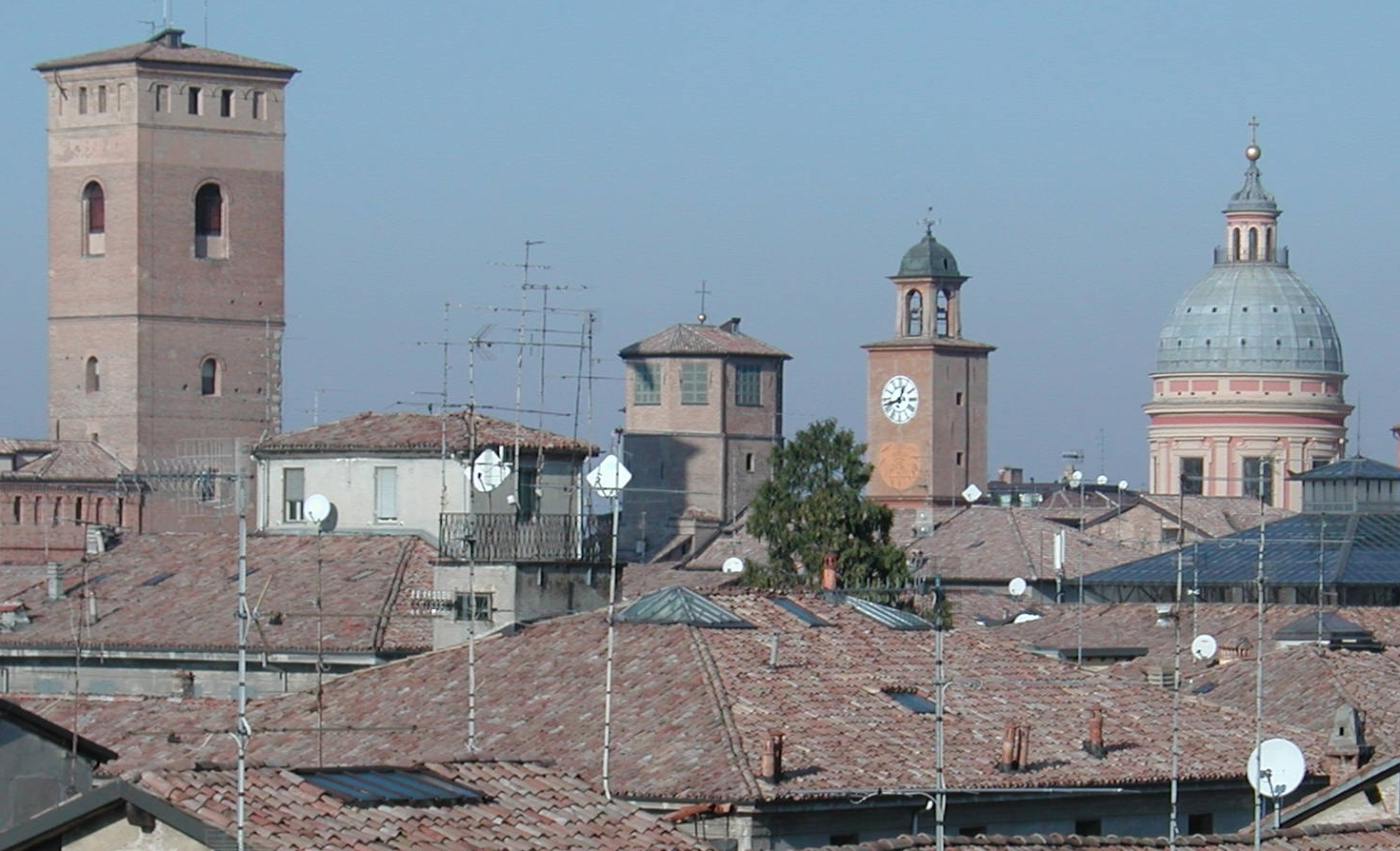
Реджо Емілія